# Торнадо в Мурі
Торнадо в Мурі трапився 20 травня 2013 року в Оклахомі. Швидкість вітру усередині воронки смерчу досягала 320 км/год, а діаметр — 3 кілометрів. Потужна сила торнадо залишила за собою шлейф руйнувань довжиною 27 кілометрів.

## Наслідки
Швидкість вітру досягала 322 км/год; торнадо приніс сильні руйнування в Мур, Ньюкасл та південну частину Оклахома-Сіті. Зокрема, ним були знищені дві школи, в яких в цей час йшли заняття, і лікарня. Дані про загиблих в трьох містах різняться: за одними відомостями, їх більше 90, за іншими — 24 (плутанина пояснюється тим, що в хаосі багато загиблих були пораховані кілька разів). Більш 230 осіб отримали поранення.
У розборі завалів взяли участь добровольці та бійці Національної гвардії.
Торнадо була привласнена максимальна категорія небезпеки — EF-5. Попередній збиток від стихійного лиха оцінюється в 3 млрд доларів.

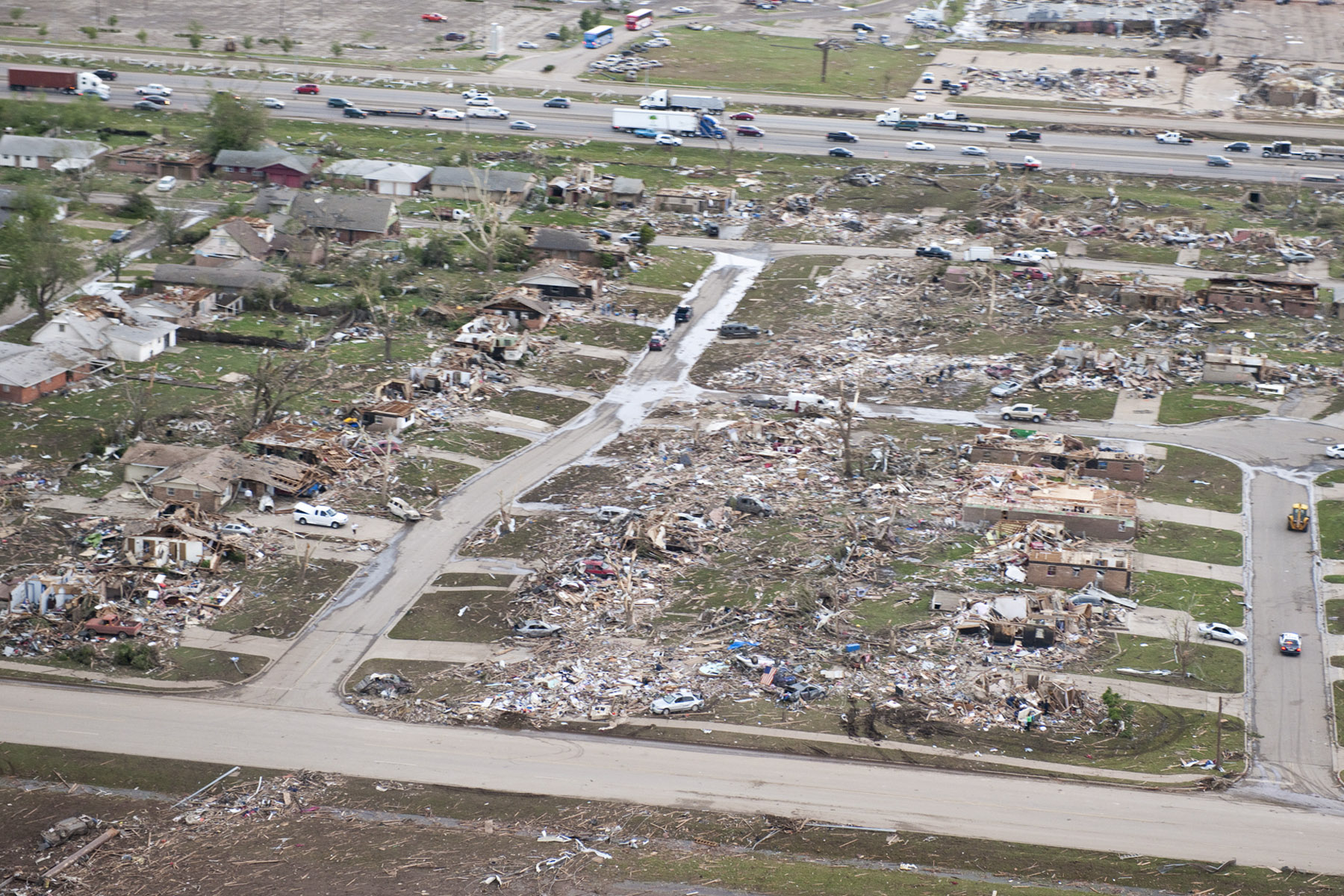
Наслідки торнадо в травні 2013 року
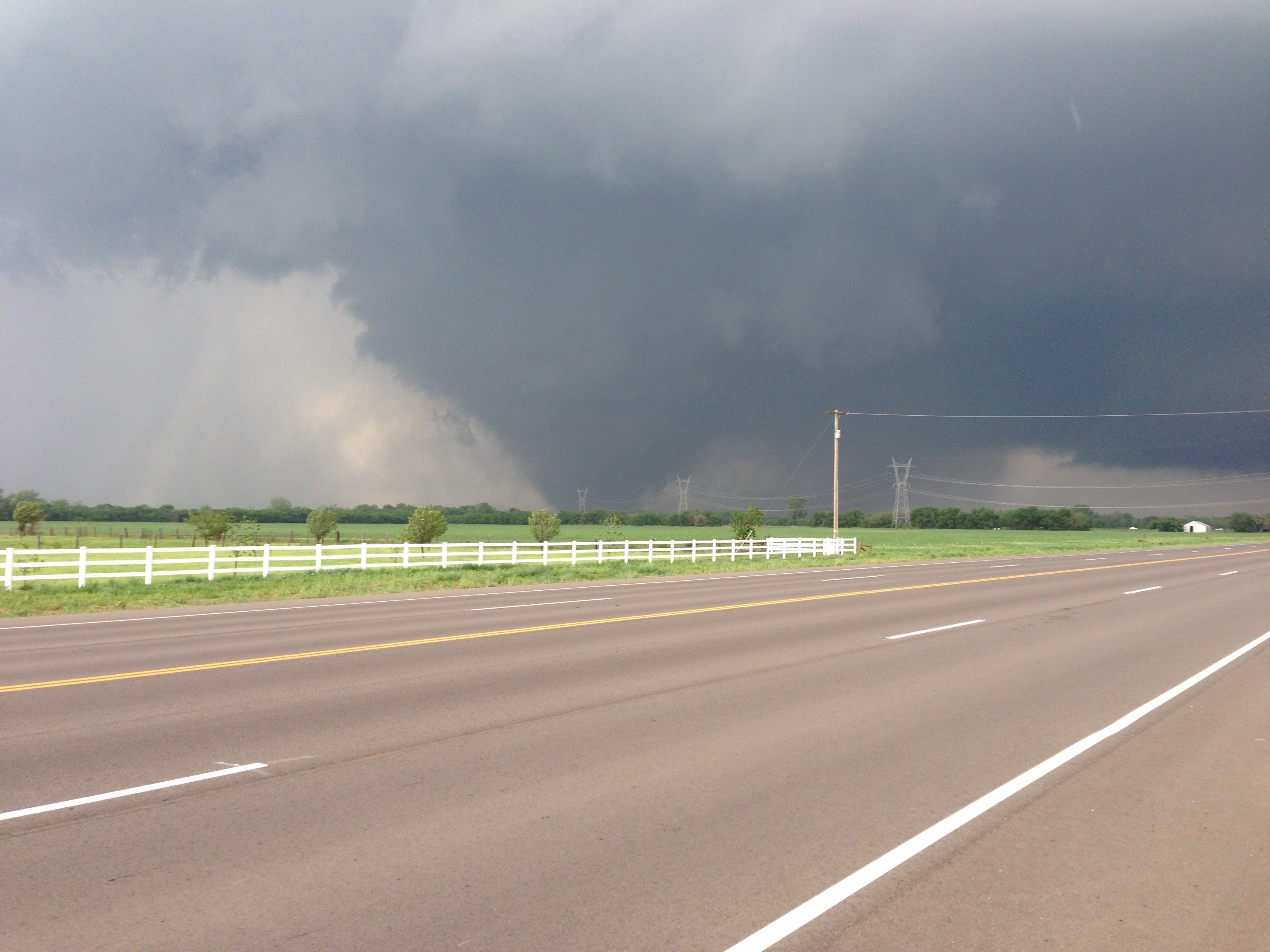
Торнадо 20 травня 2013 року